# Мази дела Волпе (Болцано)
Мази дела Волпе је насеље у Италији у округу Болцано, региону Трентино-Јужни Тирол.
Према процени из 2011. у насељу је живело 25 становника. Насеље се налази на надморској висини од 1017 м.